# Mike Giomi
Michael Ray Giomi (Modesto, California, 9 de abril de 1964) es un exjugador de baloncesto estadounidense.

## Equipos
- High School. Newark, Ohio.
- 1983-1986 Universidad de Indiana.
- 1986-1987 Universidad de North Carolina State.
- 1987-1988 E.S. Avignon.
- 1988-1989 C.B. Oviedo.
- 1988-1989 Cajabilbao. Entra por Eugene McDowell.
- 1989-1990 CD Cajamadrid
- 1990-1991 Albany Patroons. Juega 12 partidos.
- 1990-1991 Breogán Lugo. Entra por Claude Gregory.
- 1991-1992 Basketmar La Coruña.
- 1992-1993 Viña Costeira La Coruña.
- 1993-1994  Hamilton.
- 1994-1995 Breogán Lugo. Contrato de tres meses.
- 1994-1995 Liga de Bélgica. Segunda División. Gilly.
- 1995-1996 Ernesto Electrodomésticos Alicante.
- 1996-1997 Gijón Baloncesto.
- 1997-1998 CB Tenerife.